# Alina Tomnikov
Alina Tomnikov, född den 24 juni 1988 i Kervo i Finland, är en finsk skådespelare och programledare.
Hon medverkade i TV-serien Blind Donna från 2018 som visades på SVT 2019 och deltar som huvudperson i TV-serien Alina reser österut som sändes i SVT från 26 maj 2020 och framåt i åtta avsnitt.